# Ducey-les-Chéris
Ducey-les-Chéris es una comuna nueva francesa situada en el departamento de Mancha, de la región de Normandía.

## Historia
Fue creada el 1 de enero de 2016, en aplicación de una resolución del prefecto de Mancha de 25 de noviembre de 2015 con la unión de las comunas de Ducey y Les Chéris, pasando a estar el ayuntamiento en la antigua comuna de Ducey.

## Demografía
| Gráfica de evolución demográfica de Ducey-les-Chéris entre 1800 y 2013 |
|                                                                        |

Los datos entre 1800 y 2013 son el resultado de sumar los parciales de las dos comunas que forman la nueva comuna de Ducey-les-Chéris, cuyos datos se han cogido de 1800 a 1999, para las comunas de Ducey y Les Chéris de la página francesa EHESS/Cassini. Los demás datos se han cogido de la página del INSEE.

## Composición
| Comuna delegada | Código INSEE | Población (2013) | Superficie (km²) | Densidad (hab./km²) |
| --------------- | ------------ | ---------------- | ---------------- | ------------------- |
| Ducey           | 50168        | 2479             | 11.21            | 221                 |
| Les Chéris      | 50132        | 266              | 5.87             | 45                  |